# Georgi Georgiew (polityk)
Georgi Wałentinow Georgiew, bułg. Георги Валентинов Георгиев (ur. 26 maja 1986 w Radnewie) – bułgarski polityk, prawnik, nauczyciel akademicki i samorządowiec, deputowany, od 2025 minister sprawiedliwości.

## Życiorys
W 2005 ukończył szkołę średnią handlową, a w 2010 prawo na Uniwersytecie Sofijskim im. św. Klemensa z Ochrydy. W 2012 został absolwentem studiów magisterskich z zakresu międzynarodowego i porównawczego prawa handlowego w King’s College London. W 2013 uzyskał uprawnienia adwokata, podjął praktykę w tym zawodzie w Sofii. Od tegoż roku był też asystentem na Uniwersytecie Gospodarki Narodowej i Światowej. W 2016 został nauczycielem akademickim na Uniwersytecie Sofijskim.
Zaangażował się w działalność polityczną w ramach partii GERB. W 2019 zasiadł w radzie miejskiej Sofii. W latach 2021–2023 sprawował funkcję jej przewodniczącego. W wyborach z czerwca 2024 uzyskał mandat deputowanego do Zgromadzenia Narodowego. Z powodzeniem ubiegał się o poselską reelekcję w wyborach z października 2024.
W styczniu 2025 objął urząd ministra sprawiedliwości w utworzonym wówczas gabinecie Rosena Żelazkowa.